# Маттіс Аблін
Маттіс Аблін (фр. Matthis Abline, нар. 28 березня 2003, Анже) — французький футболіст, нападник клубу «Нант».

## Ігрова кар'єра
Народився 28 березня 2003 року в місті Анже. Вихованець юнацьких команд футбольних клубів Carquefou та «Ренн».
У дорослому футболі дебютував 2020 року виступами за команду «Ренн 2», в якій провів один сезон, взявши участь у 6 матчах чемпіонату. У складі другої команди «Ренна» був одним з головних бомбардирів команди, маючи середню результативність на рівні 0,33 гола за гру першості.
Своєю грою за цю команду привернув увагу представників тренерського штабу головної команди клубу «Ренн», до складу якого приєднався 2021 року. Відіграв за команду з Ренна наступний сезон своєї ігрової кар'єри.
Протягом першої половини 2022 року на умовах оренди захищав кольори «Гавра».
До складу клубу «Ренн» повернувся того ж року.